# André Gagey
André Gagey, né le 1er juillet 1888 à Châteaudun en Eure-et-Loir et mort le 3 juillet 1964 à Clichy la Garenne, est un peintre français.

## Biographie
André Gagey est le fils d'Auguste Gagey, architecte, et d'Henriette Pierre.
Il expose au salon en 1904.
Il est engagé dans la Première Guerre mondiale dans le 131e régiment d'infanterie, et décoré de la Croix de guerre avec étoile de bronze (blessé le 9 septembre 1914 à la jambe droite).
Il concourt en 1921 et 1922 pour le prix de Rome.
En 1924, il épouse Odette Amélie Marie Roger. 
Il compte parmi ses élèves le peintre Lucien Callé (1909-1988).
En 1926, Paul Léon inaugure au 152 du Boulevard Haussmann l'exposition des toiles de Gagey (du 18 novembre au 2 décembre), l'État y acquiert une œuvre.
Il meurt à Clichy la Garenne à l'âge de 76 ans.